# Ясиноватка (Кропивницкий район)
Ясиноватка (укр. Ясинуватка) — село в Александровской поселковой общине Кропивницкого района Кировоградской области Украины.
До 2020 года входило в Александровский район
Население по переписи 2001 года составляло 123 человека. Почтовый индекс — 27344. Телефонный код — 5242. Код КОАТУУ — 3520586005.